# Azadlıq
Azadlıq —«llibertat» literalment en català— és un diari publicat a l'Azerbaidjan. És un dels diaris més populars del país. El periòdic va ser fundat el 1989, durant l'època de la Unió Soviètica, dos anys abans de la independència de la República de l'Azerbaidjan.